# Hedysarum mindshilkense
Hedysarum mindshilkense är en ärtväxtart som beskrevs av M.S. Bajtenov. Hedysarum mindshilkense ingår i släktet buskväpplingar, och familjen ärtväxter. Inga underarter finns listade i Catalogue of Life.